# Léon Cogniet
Léon Cogniet (París, 29 d'agost de 1794 – 20 de novembre de 1880) va ser un pintor francès. Deixeble de Guérin, va destacar com a pintor d'història i retratista, amb un estil que va tendir del classicisme fins cada vegada més al realisme. Premiat i condecorat diverses vegades tant a França com a l'estranger, va destacar sobretot com a professor d'art, especialment pel seu gran nombre de deixebles.

## Formació i estil
Nascut el 29 d'agost de 1794, va ser deixeble de Pierre-Narcisse Guérin. Del seu estudi va sortir amb un estil clarament clàssic, però amb els anys va portar el seu art a la pràctica contemporània, i cada vegada més a una tendència realista. Va destacar sobretot com a pintor d'història i retratista. Va posar èmfasi en l'estètica del dibuix esquemàtic preparatori a la pintura, un mètode que més tard va influenciar l'impressionisme, un interès que deriva del seu mestre i que va passar al seu deixeble Léon Bonnat.

## Trajectòria
El 1817 va guanyar el Gran Premi de Roma amb l'obra d'inspiració homèrica Càstor i Pòl·lux alliberant Helena. Després d'una estada a Roma, va exposar al Saló de París el 1824 Mari assegut a les ruïnes de Cartago, una pintura de grans dimensions que va causar un efecte extraordinari i amb la qual va assolir molta fama, si bé el seu major èxit va ser Tintoretto pintant la seva filla mort, de 1845. Altres obres que li van donar fama van ser un retrat de Napoleó, i Els brigadiers postrant-se davant la Mare de Déu, amb la qual va obtenir la Legió d'Honor el 1828. Altres obres seves van ser la Massacre dels Innocents, un Sant Esteve conservat a l'església de Saint-Nicholas-des-Champs, una figura de Numa al Museu del Louvre i el sostre del Museu Egipci. Va rebre també altres condecoracions, com l'Orde Prussiana per mèrit el 1865.

## Professor d'art
Membre de l'Institut de França des de 1849, en va ser un dels membres més conservadors. A més, va ser un professor d'art influent, va tenir nombrosos alumnes, sobretot francesos i alemanys, fins al punt que la frase «deixeble de Léon Cogniet» va ser força recurrent en les biografies dels artistes de l'època. Hom afirma que va dedicar-se a l'ensenyament per la seva manca d'imaginació i d'unes grans tècnica i habilitat, tot i que sí va ser molt admirat. Entre els seus alumnes hi ha Cot, Robert-Fleury o Meissonier. De fet, va casar-se amb una de les seves alumnes, Catherine Thévenin, que va assolir fama com a pintora d'història i de gènere.

## Mort
Va morir el 20 de novembre de 1880. Les seves obres es troben repartides per diversos poblacions com Aix-en-Provence, Angers, Baiona, Bordeus, Lilla, Londres, Montpeller, Nantes, París, Reims, Tolosa de Llenguadoc i Versalles.